# Просилио (дем Катерини)
Вижте пояснителната страница за други значения на Просилио.
Просилио (на гръцки: Προσήλιο, катаревуса: Προσήλιον, Просилион) е село в Северна Гърция, в дем Катерини, област Централна Македония.

## География
Селото се намира на 60 m надморска височина, на 2 km западно от Катерини.

## История
Просилио е регистрирано за пръв път в преброяването от 1961 година.
| Година    | 1913 | 1920 | 1928 | 1940 | 1951 | 1961 | 1971 | 1981 | 1991 | 2001 | 2011 | 2021 |
| --------- | ---- | ---- | ---- | ---- | ---- | ---- | ---- | ---- | ---- | ---- | ---- | ---- |
| Население |      |      |      |      |      | 60   | 47   | 53   | 139  | 176  | 158  | 158  |